# 許敬民
許 敬民（ホ・ギョンミン、朝鮮語: 허경민、1990年8月26日 - ）は、大韓民国の光州広域市出身のプロ野球選手（内野手）。

## 経歴
アマチュア時代の2008年に第23回世界青少年野球選手権大会に参加した。
2009年に斗山べアーズから指名を受けてプロ入りするも、翌年に兵役遂行のため警察野球団に入団する。
2011年の秋に除隊されると、翌年は開幕エントリーに入り4月8日のネクセン・ヒーローズ戦でプロ初出場を果たした。
2012年は主に遊撃手として出場を続けたが、後半になると打撃不振に陥りやがて金宰鎬が台頭してきたことによってレギュラーの座を奪われた。また同年のプレーオフでは打席には立てなかったが3・4戦目に代走として起用され2得点を記録した。
2013年以降は李沅錫らと併用で三塁手として起用されるようになる。同年9月22日の起亜タイガース戦ではプロ初ホームランを記録した。また、ポストシーズンでは通算12打数4安打1四球1死球1盗塁1得点、打率&長打率.333,出塁率.429を記録した。そして2013年のオフには背番号を入団時からつけていた6から13に変更した。
2014年5月25日のハンファ・イーグルス戦では5打数4安打1打点1得点を記録し、3塁打、2塁打、単打の全てを打った。ホームランが出ればサイクルヒットを達成できたが、6回の打席はレフトフライに終わった。
2015年は開幕当初こそ内野の控えだったが、ザック・ラッツの戦力外や崔周煥の不振でチャンスを掴むと、1番打者に定着した。8月6日のネクセン戦ではシーズン初のホームランを打ち、ヒーローインタビューを受けた。さらに9月18日にはショートで先発出場した1回に三重殺（삼중살、トリプルプレー）を記録した（打者はヤマイコ・ナバーロ）。
同年のポストシーズンは10月10日から10月31日までの全ての試合に出場した。プレーオフ3戦目と韓国シリーズ5戦目を除く全ての試合で安打を打ち、合計23安打を記録すると同時にチームのポストシーズン最多安打新記録を打ち立てた。 この活躍は斗山の14年ぶりの韓国シリーズ優勝に大きく貢献した。
オフの11月に開催された第1回WBSCプレミア12には肘を故障した朴錫珉の代役として韓国代表に選出された。。
2016年は7月16日のオールスターゲームで行われたイベントの「バント王」では23点を記録し、その日参加した選手のうち最も高い点をあげた。また、シーズン終了後には2017年WBC最終エントリーに選ばれた。
同年もまたポストシーズンで活躍。韓国シリーズ1戦目では3安打と好走塁（無死1・2塁で、許敬民は2塁走者。左中間に飛んだ打球を肩が弱い李鍾旭が捕球したのを見て3塁に進塁。そして相手投手の林昶暋に満塁策を取らせ、呉載元のサヨナラ犠飛で生還した）で勝利に貢献する、3戦目では3打点を記録、4戦目では逆転の2点タイムリー2塁打を打った。

2018年は主に1番打者として出場、三塁手部門のゴールデングラブ賞を獲得した。
2019年のレギュラーシーズン最終戦で、勝てば優勝となる10月1日のNCダイノス戦では3点ビハインドの8回裏2死2・3塁で打席入りし、2点タイムリーを打った。直後に金仁泰がタイムリースリーベースを打ったため自身も生還して同点に追いつき、最後は9回に味方がサヨナラ勝ちを決めて斗山はレギュラーシーズン連覇を達成した。
オフの11月に開催された第2回WBSCプレミア12の韓国代表に選出された。
2020年4月29日のオープン戦LGツインズ戦には2年ぶりとなる遊撃手として先発出場した。
シーズンオフにFAを申請し、7年総額最大85億ウォン（5年目以降は選手オプション）で斗山と再契約した。
2021年も開幕エントリーに含まれ、4月17日の対LGツインズ戦で安打を打ったことにより史上105人目の通算1000本安打記録を達成した。その後もチームのリードオフマンとして安定した成績を残し続け、東京オリンピック国家代表メンバーに朴健祐と共に抜擢された。
2023 ワールド・ベースボール・クラシック韓国代表の予備エントリーに選ばれるが、負傷により辞退した。
2024年シーズン終了後、2回目のFAを行使、KTウィズと契約した。

## 詳細情報

### 年度別打撃成績
| 年 度     | 球 団     | 試 合 | 打 席 | 打 数 | 得 点 | 安 打 | 二 塁 打 | 三 塁 打 | 本 塁 打 | 塁 打 | 打 点 | 盗 塁 | 盗 塁 死 | 犠 打 | 犠 飛 | 四 球 | 敬 遠 | 死 球 | 三 振 | 併 殺 打 | 打 率 | 出 塁 率 | 長 打 率 | O P S |
| --------- | --------- | ----- | ----- | ----- | ----- | ----- | -------- | -------- | -------- | ----- | ----- | ----- | -------- | ----- | ----- | ----- | ----- | ----- | ----- | -------- | ----- | -------- | -------- | ----- |
| 2012      | 斗山      | 92    | 173   | 154   | 28    | 41    | 8        | 0        | 0        | 49    | 14    | 9     | 8        | 6     | 1     | 7     | 0     | 5     | 17    | 7        | .266  | .317     | .318     | .635  |
| 2013      | 斗山      | 75    | 276   | 228   | 35    | 68    | 9        | 1        | 1        | 82    | 25    | 14    | 4        | 7     | 5     | 27    | 0     | 9     | 14    | 7        | .298  | .387     | .360     | .747  |
| 2014      | 斗山      | 105   | 233   | 198   | 33    | 49    | 8        | 1        | 0        | 59    | 10    | 6     | 4        | 6     | 2     | 21    | 0     | 6     | 21    | 7        | .247  | .335     | .298     | .633  |
| 2015      | 斗山      | 117   | 453   | 404   | 64    | 128   | 20       | 2        | 1        | 155   | 41    | 8     | 3        | 8     | 3     | 31    | 0     | 7     | 42    | 11       | .317  | .373     | .384     | .757  |
| 2016      | 斗山      | 144   | 609   | 538   | 96    | 154   | 24       | 4        | 7        | 207   | 81    | 6     | 6        | 6     | 2     | 49    | 1     | 14    | 58    | 14       | .286  | .360     | .385     | .745  |
| 2017      | 斗山      | 130   | 422   | 369   | 50    | 95    | 22       | 1        | 3        | 128   | 40    | 8     | 4        | 12    | 2     | 29    | 0     | 10    | 48    | 15       | .257  | .327     | .347     | .674  |
| 2018      | 斗山      | 133   | 577   | 516   | 85    | 167   | 30       | 5        | 10       | 237   | 79    | 20    | 4        | 5     | 8     | 32    | 0     | 16    | 52    | 15       | .324  | .376     | .459     | .835  |
| 2019      | 斗山      | 133   | 540   | 475   | 71    | 137   | 25       | 1        | 4        | 176   | 60    | 11    | 5        | 3     | 11    | 34    | 2     | 17    | 36    | 16       | .288  | .350     | .371     | .721  |
| 2020      | 斗山      | 117   | 487   | 437   | 70    | 145   | 25       | 1        | 7        | 193   | 58    | 14    | 6        | 3     | 7     | 35    | 2     | 5     | 28    | 10       | .332  | .382     | .442     | .824  |
| 2021      | 斗山      | 136   | 518   | 468   | 61    | 130   | 24       | 1        | 5        | 171   | 59    | 5     | 7        | 3     | 3     | 36    | 1     | 8     | 35    | 21       | .278  | .338     | .365     | .703  |
| 2022      | 斗山      | 121   | 493   | 432   | 59    | 125   | 23       | 0        | 8        | 172   | 60    | 10    | 3        | 2     | 7     | 36    | 3     | 16    | 40    | 12       | .289  | .360     | .398     | .758  |
| 2023      | 斗山      | 130   | 475   | 429   | 44    | 115   | 23       | 1        | 7        | 161   | 48    | 9     | 3        | 0     | 5     | 35    | 3     | 6     | 26    | 6        | .268  | .328     | .375     | .703  |
| 2024      | 斗山      | 115   | 477   | 417   | 69    | 129   | 28       | 0        | 7        | 178   | 61    | 5     | 1        | 0     | 6     | 36    | 0     | 18    | 25    | 8        | .309  | .384     | .427     | .811  |
| KBO：13年 | KBO：13年 | 1548  | 5733  | 5065  | 765   | 1483  | 269      | 18       | 60       | 1968  | 636   | 125   | 58       | 61    | 62    | 408   | 12    | 137   | 442   | 149      | .293  | .358     | .389     | .747  |

- 2024年度シーズン終了時
- 太字はリーグ最高

### 背番号
- 40 （2009年）
- 6 （2012年 - 2013年）
- 13 （2014年 - ）

### 代表歴
- 2015 WBSCプレミア12 韓国代表
- 2017 ワールド・ベースボール・クラシック 韓国代表
- 2019 WBSCプレミア12 韓国代表
- 2020年東京オリンピックの野球競技・韓国代表

### 記録
初記録
- 初安打：2012年4月14日、対ネクセン・ヒーローズ戦（蚕室野球場）、8回裏に金栄敏から左越2塁打
- 初本塁打：2013年9月22日、対起亜タイガース戦（蚕室野球場）、2回裏にヘンリー・ソーサから中ソロ本塁打